# Liste der Straßen und Plätze in Hamburg-Sasel

Lage von Sasel in Hamburg und im Bezirk Wandsbek (hellrot)

Die Liste der Straßen und Plätze in Hamburg-Sasel ist eine Übersicht der im Hamburger Stadtteil Sasel vorhandenen Straßen und Plätze. Sie ist Teil der Liste der Verkehrsflächen in Hamburg.

## Überblick
In Sasel (Ortsteilnummer 518) leben 24316 Einwohner (Stand: 31. Dezember 2023) auf 8,4 km². Sasel liegt in den Postleitzahlenbereichen 22159, 22359, 22393 und 22395.
In Sasel gibt es 150 benannte Verkehrsflächen, darunter zwei Plätze. Es finden sich drei Motivgruppen (siehe Spalte „Anmerkungen“):
- „Blumen und Kräuter“ im Nordwesten des Stadtteils
- „Apfelsorten“ zwischen Saseler Chaussee und Mellande/Auf der Heide aufgrund der sich seit 1905 dort befindlichen Obstbaumschule
- „Die Donau und ihre Nebenflüsse“ zwischen den Straßenzügen Volksdorfer Weg und Gilcherweg und der Grenze zu Wellingsbüttel

## Übersicht der Straßen
Die nachfolgende Tabelle gibt eine Übersicht über alle benannten Verkehrsflächen – Straßen, Plätze und Brücken – im Stadtteil sowie einige dazugehörige Informationen. Im Einzelnen sind dies:
- Name/Lage: aktuelle Bezeichnung der Straße, des Platzes oder der Brücke. Über den Link (Lage) kann die Straße, der Platz oder die Brücke auf verschiedenen Kartendiensten angezeigt werden. Die Geoposition gibt dabei ungefähr die Mitte an. Bei längeren Straßen, die durch zwei oder mehr Stadtteile führen, kann es daher sein, dass die Koordinate in einem anderen Stadtteil liegt.
- Straßenschlüssel: amtlicher Straßenschlüssel, bestehend aus einem Buchstaben (Anfangsbuchstabe der Straße, des Platzes oder der Brücke) und einer dreistelligen Nummer.
- Länge/Maße in Metern:

Hinweis: Die in der Übersicht enthaltenen Längenangaben sind nach mathematischen Regeln auf- oder abgerundete Übersichtswerte, die im Digitalen Atlas Nord mit dem dortigen Maßstab ermittelt wurden. Sie dienen eher Vergleichszwecken und werden, sofern amtliche Werte bekannt sind, ausgetauscht und gesondert gekennzeichnet.
Bei Plätzen sind die Maße in der Form a × b bei rechteckigen Anlagen oder a × b × c bei dreiecksförmigen Anlagen mit a als längster Kante dargestellt.
Der Zusatz (im Stadtteil) gibt an, wie lang die Straße innerhalb des Stadtteils ist, sofern sie durch mehrere Stadtteile verläuft.
- Namensherkunft: Ursprung oder Bezug des Namens.
- Datum der Benennung: Jahr der offiziellen Benennung oder der Ersterwähnung eines Namens, bei Unsicherheiten auch die Angabe eines Zeitraums.
- Anmerkungen: Weitere Informationen bezüglich anliegender Institutionen, der Geschichte der Straße, historischer Bezeichnungen, Baudenkmale usw.
- Bild: Foto der Straße oder eines anliegenden Objektes.

| Name/Lage                    | Straßen- schlüssel | Länge/Maße (in Metern) | Namensherkunft | Datum der Benennung | Anmerkungen | Bild                                                 |
| ---------------------------- | ------------------ | ---------------------- | --- | ------------------- | --- | ---------------------------------------------------- |
| Aalkrautweg (Lage)           | A002               | 0390                   | nach der gleichnamigen Kräutermischung                                                                            | 1958                | Motivgruppe: „Blumen und Kräuter“ | Aalkrautweg                                          |
| Aalort (Lage)                | A003               | 0190                   | nach einem Flurnamen                                                                                              | 1919/20             | Aal = Sumpf, Ort = Spitze | Aalort                                               |
| Achtern Hollerbusch (Lage)   | A019               | 1115                   | nach dem landschaftlichen Charakter                                                                               | 1947                | niederdeutsch Achtern Hollerbusch = Hinterm Holunderbusch | Achtern Hollerbusch                                  |
| Alsterredder (Lage)          | A113               | 0950                   | nach der Lage in der Nähe der Alster                                                                              | 1919/20             | zwischen Saselbergweg und Weidende südliche Straßenhälfte in Poppenbüttel, sonst in Sasel | Alsterredder                                         |
| Alte Mühle (Lage)            | A128               | 0200 (im Stadtteil)    | nach einer 1601 erstmals erwähnten Walkmühle                                                                      | 1948                | Die Mühle diente in späteren Jahren als Färbe-, Loh- und Pulvermühle, wurde nach einer Explosion 1641 stillgelegt und noch einmal von 1695 bis 1856 als Getreidemühle erwähnt; nördlich des Mühlenteichs in Bergstedt. | Alte Mühle                                           |
| Alter Berner Weg (Lage)      | A611               | 1400                   | in Anlehnung an den Berner Weg                                                                                    | 1980                | | Alter Berner Weg                                     |
| Altmühlweg (Lage)            | A615               | 0675                   | Altmühl, Nebenfluss der Donau                                                                                     | 1982                | Motivgruppe: „Donau und Nebenflüsse“ | Altmühlweg                                           |
| Am Berner Wald (Lage)        | A194               | 0300                   | nach der Funktion zum Berner Wald führend                                                                         | 1934                | östliche Straßenhälfte in Farmsen-Berne | Am Berner Wald                                       |
| Am Grenzgraben (Lage)        | A607               | 0120                   | nach der Lage am Wellingsbüttler Grenzgraben, der hier die Grenze zwischen Sasel und Bramfeld bildet              | 1979                | | Am Grenzgraben                                       |
| Am Pfeilshof (Lage)          | A308               | 0920 (im Stadtteil)    | nach einem ehemaligen Hof, dessen Besitzer um 1900 herum Pfeil hieß                                               | 1950                | bis Höhe Irena-Sendler-Schule (Hausnummer 20) komplett in Wellingsbüttel, ab dort nur die westliche Straßenhälfte, weiter südlich (ab Hausnummer 82) westliche Straßenhälfte in Bramfeld, die östliche Straßenhälfte liegt ab Irena-Sendler-Schule in Sasel; vor 1950: Lindenallee                                                                                     | Am Pfeilshof                                         |
| Andreasweg (Lage)            | A428               | 0250                   | Andreas Langbein (1830–1906), erste Besitzer eines dort früher gelegenen Bauernhofes                              | 1919                | nur nördliche Straßenhälfte zwischen Meiendorfer Mühlenweg und der Abknickung nach Süden in Sasel, sonst in Farmsen-Berne | Andreasweg                                           |
| Apothekergang (Lage)         | A450               | 0325                   | nach dem Volksmund                                                                                                | 1949                | | Apothekergang                                        |
| Auf der Heide (Lage)         | A511               | 1370                   | nach der früheren Bepflanzung                                                                                     | 1950                | | Auf der Heide                                        |
| Bäckerstieg (Lage)           | B019               | 0195                   | nach einer ortsüblichen Bezeichnung als Weg zu einer Bäckerei                                                     | 1951                | | Bäckerstieg                                          |
| Bauernvogtkoppel (Lage)      | B100               | 0660                   | nach der gleichnamigen Amtsbezeichnung                                                                            | 1950                | | Bauernvogtkoppel                                     |
| Beim Riesenstein (Lage)      | B219               | 0455                   | nach einem 1850 gesprengten Stein aus der Eiszeit, der früher als Opferstein diente                               | 1950                | | Beim Riesenstein                                     |
| Bekweg (Lage)                | B233               | 0255                   | nach der Funktion zur Saselbek führend                                                                            | 1919/20             | | Bekweg                                               |
| Bekwisch (Lage)              | B234               | 0550                   | nach von Wasserläufen durchzogenen Wiesen                                                                         | 1919/20             | niederdeutsch Bek = Bach, Wisch = Wiese | Bekwisch                                             |
| Berner Weg (Lage)            | B286               | 0915                   | Hamburger Stadtteil Berne                                                                                         | 1919/20             | | Berner Weg                                           |
| Bienenkamp (Lage)            | B311               | 0270                   | frei gewählter Name                                                                                               | 1950                | nördliche Straßenhälfte zwischen Wittreem und Am Berner Wald in Farmsen-Berne | Bienenkamp                                           |
| Blöckhorn (Lage)             | B403               | 0360                   | nach einem Flurnamen                                                                                              | 1950                | Blöcke sind Ackerstücke, die nicht mit anderen Äckern zusammen bearbeitet werden können. | Blöckhorn                                            |
| Boskopstieg (Lage)           | B511               | 0065                   | nach der Apfelsorte                                                                                               | 1956                | Motivgruppe: „Apfelsorten“ | Boskopstieg                                          |
| Braamkoppelweg (Lage)        | B525               | 0145                   | nach einem Flurnamen                                                                                              | 1919/20             | niederdeutsch Bra(a)m = Ginster | Braamkoppelweg                                       |
| Bramkoppel (Lage)            | B546               | 0285                   | nach einem Flurnamen                                                                                              | 1919/20             | niederdeutsch Bra(a)m = Ginster | Bramkoppel                                           |
| Brotkoppel (Lage)            | B626               | 0155                   | Herkunft nicht gesichert                                                                                          | 1950                | Beckershaus spricht von einer möglichen Bezeichnung für ein aufgebrochenes, gepflügtes Feld. | Brotkoppel                                           |
| Brummelhorn (Lage)           | B636               | 0310                   | nach einem Flurnamen                                                                                              | 1950                | Namensgeber war möglicherweise die Hummel, eventuell auch die Brombeeren, im Niederdeutschen Brummelbeern genannt. | Brummelhorn                                          |
| Christenweg (Lage)           | C027               | 0075                   | nach der vom 17. bis zum 19. Jahrhundert in Sasel ansässigen Bauernfamilie Christen                               | 1951                | | Christenweg                                          |
| Dannenrüsch (Lage)           | D039               | 0265                   | nach einem Flurnamen                                                                                              | 1919/20             | niederdeutsch Dannen = Tannen, Rüsch = Binsen | Dannenrüsch                                          |
| Donauweg (Lage)              | D145               | 0460                   | Donau, Fluss durch Europa                                                                                         | 1958                | Motivgruppe: „Donau und Nebenflüsse“ | Donauweg                                             |
| Dweerblöcken (Lage)          | D243               | 1190                   | nach einem Flurnamen                                                                                              | 1919/20             | niederdeutsch Dweerblöcken = Queräcker, für den Begriff Blöcken siehe Blöckhorn | Dweerblöcken                                         |
| Eekbusch (Lage)              | E032               | 0515                   | nach einem Flurnamen                                                                                              | 1930/31             | niederdeutsch Eek = Eiche; als Busch wird ein Gehölz bezeichnet | Eekbusch                                             |
| Eilswiese (Lage)             | E092               | 0575                   | nach einem Flurnamen                                                                                              | 1950                | | Eilswiese                                            |
| Erlengrund (Lage)            | E092               | 0155                   | nach den im benachbarten Waldstück wachsenden Erlen                                                               | 1950                | | Erlengrund                                           |
| Feldblumenweg (Lage)         | F057               | 0345                   | nach dem Sammelbegriff für auf Feldern blühende Blumen                                                            | 1952                | Am Feldblumenweg befand sich ab September 1944 das KZ-Außenlager Hamburg-Sasel. Motivgruppe: „Blumen und Kräuter“ | Feldblumenweg                                        |
| Fichtenkamp (Lage)           | F103               | 0475                   | nach den Fichten im ehemaligen benachbarten Perlbergwald                                                          | 1919/20             | | Fichtenkamp                                          |
| Frahmredder (Lage)           | F199               | 1550 (im Stadtteil)    | Ludwig Frahm (1856–1936), Lehrer und niederdeutscher Autor                                                        | 1951                | westlich der Stadtbahnstraße in Poppenbüttel | Frahmredder                                          |
| Freesienweg (Lage)           | F211               | 0330                   | nach dem gleichnamigen Schwertliliengewächs                                                                       | 1962                | Motivgruppe: „Blumen und Kräuter“ | Freesienweg                                          |
| Frettchenweg (Lage)          | F219               | 0315                   | nach der gleichnamigen Iltisart                                                                                   | 1964                | | Frettchenweg                                         |
| Füerbarg (Lage)              | F268               | 0055 (Durchmesser)     | nach dem niederdeutschen Wort für Feuerberg                                                                       | 1919/20             | An dieser Stelle wurden früher Oster- und Sonnwendfeuer abgebrannt. | Füerbarg                                             |
| Gartenfrieden (Lage)         | G023               | 0090                   | nach den dortigen Gärten und der ruhigen Lage                                                                     | 1953                | | Gartenfrieden                                        |
| Gemeinweide (Lage)           | G053               | 0210                   | nach einem Flurnamen                                                                                              | 1959                | Auf der Gemeinweide durfte jeder Dorfbewohner sein Vieh weiden lassen. | Gemeinweide                                          |
| Gilcherweg (Lage)            | G095               | 1585                   | Julius Gilcher (1875–1955), Mitbegründer des Siedlungsvereins „Sasel e. V.“                                       | 1957                | vor 1957: Saseler Heideweg | Gilcherweg                                           |
| Goldparmänenweg (Lage)       | G163               | 0115                   | nach der gleichnamigen Apfelsorte                                                                                 | 1953                | | Goldparmänenweg                                      |
| Goppeltweg (Lage)            | G170               | 0385                   | Georg Goppelt (1880–1944), Mitbegründer des Siedlungsvereins „Sasel e. V.“                                        | 1951                | vor 1951: Binsenweg | Goppeltweg                                           |
| Günzweg (Lage)               | G423               | 0130                   | Günz, Nebenfluss der Donau                                                                                        | 1982                | | Günzweg                                              |
| Gustavsweg (Lage)            | G348               | 0095                   | Gustav Meinert (1860–1940), Land- und Gastwirt sowie Gemeindevorsteher und Schiedsmann                            | um 1940             | Die Meinertstraße hat denselben Namensgeber. | Gustavsweg                                           |
| Hamraakoppel (Lage)          | H094               | 0095 (im Stadtteil)    | nach einem Flurnamen                                                                                              | 1943                | Mit der Silbe „raa“ kann sowohl ein Grenzpfahl, als auch ein Stück gerodetes Land gemeint sein; nördlich der Saselbek in Bergstedt. | Hamraakoppel                                         |
| Hasenweg (Lage)              | H174               | 0715                   | nach einer Flurbezeichnung                                                                                        | vor 1949            | | Hasenweg                                             |
| Heckkoppel (Lage)            | H216               | 0180                   | nach einer Flurbezeichnung                                                                                        | 1950                | | Heckkoppel                                           |
| Heegbarg (Lage)              | H219               | 0340 (im Stadtteil)    | nach einem Flurnamen                                                                                              | 1947                | südlich des Alsterredders in Poppenbüttel | Heegbarg (HH-Sasel)                                  |
| Heideknick (Lage)            | H763               | 0600                   | in Anlehnung an den früheren Straßennamen Knickweg                                                                | 1980                | | Heideknick                                           |
| Hochholdsweg (Lage)          | H483               | 0520                   | nach dem Hochholdshof des Bauern Heinrich Pries                                                                   | 1950                | vor 1950: Teil des Perlbergwegs | Hochholdsweg                                         |
| Höfenkamp (Lage)             | H487               | 0375                   | nach einem unmittelbar an einem Hof gelegenen Feld                                                                | 1950                | | Höfenkamp                                            |
| Hohensasel (Lage)            | H554               | 0650                   | nach einem hochgelegenen Stück Land an der Alster                                                                 | 1932                | | Hohensasel                                           |
| Hohe Reihe (Lage)            | H542               | 0455                   | nach einem Flurnamen                                                                                              | 1930                | ab 1920 zunächst Horeih | Hohe Reihe                                           |
| Horstweg (Lage)              | H647               | 0360 (im Stadtteil)    | nach einem Feldweg, der zum in Wellingsbüttel liegenden Wald „Rabenhorst“ führte                                  | vor 1938            | nur die östliche Straßenhälfte zwischen Stadtbahnstraße und ca. 30 Meter südlich des Kaspar-Ohm-Wegs in Sasel, sonst in Wellingsbüttel | Horstweg                                             |
| Hufnerweg (Lage)             | H678               | 0225                   | nach einer ortsüblichen Bezeichnung für die dortigen Bauern                                                       | 1919/20             | | Hufnerweg                                            |
| Ilenkamp (Lage)              | I011               | 0155                   | nach einer Flurbezeichnung                                                                                        | 1954                | Ilen sind Blutegel. | Ilenkamp                                             |
| Ilenwisch (Lage)             | I013               | 0535                   | nach einer Flurbezeichnung                                                                                        | 1946                | Ilen sind Blutegel. | Ilenwisch                                            |
| Illerweg (Lage)              | I017               | 00320                  | Iller, Nebenfluss der Donau                                                                                       | 1958                | Motivgruppe: „Donau und Nebenflüsse“ | Illerweg                                             |
| Ilsenweg (Lage)              | I022               | 0425                   | Ilse Lind (* 1904), Ehefrau des Grundbesitzers Lind                                                               | 1941                | | Ilsenweg                                             |
| Ilzweg (Lage)                | I031               | 0070                   | Ilz, Nebenfluss der Donau                                                                                         | 1982                | Motivgruppe: „Donau und Nebenflüsse“ | Ilzweg                                               |
| Innweg (Lage)                | I095               | 0360                   | Inn, Nebenfluss der Donau                                                                                         | 1958                | Motivgruppe: „Donau und Nebenflüsse“ | Innweg                                               |
| Isarweg (Lage)               | I103               | 0335                   | Isar, Nebenfluss der Donau                                                                                        | 1958                | Motivgruppe: „Donau und Nebenflüsse“ | Isarweg                                              |
| Jägerkoppel (Lage)           | J011               | 0285                   | nach einem Flurnamen                                                                                              | 1950                | | Jägerkoppel                                          |
| Johann-Kröger-Straße (Lage)  | J058               | 0305                   | Johann Kröger (1849–1933), Angehöriger der alteingesessenen Saseler Bauernfamilie Kröger                          | 1933                | | Johann-Kröger-Straße                                 |
| Kahden (Lage)                | K470               | 0470                   | nach einem Flurnamen                                                                                              | 1919/20             | | Kahden                                               |
| Kählerkoppel (Lage)          | K002               | 0125                   | Alexander Kähler (1832–1907), Unternehmer und Hamburger Senator                                                   | 1956                | | Kählerkoppel                                         |
| Karl-Ahrens-Weg (Lage)       | K593               | 0085                   | Karl Ahrens (1857–1943), Lehrer in Sasel                                                                          | 1986                | | Karl-Ahrens-Weg                                      |
| Katerstieg (Lage)            | K098               | 0155                   | nach einer ortsüblichen Bezeichnung                                                                               | 1956                | | Katerstieg                                           |
| Kätnerstieg (Lage)           | K012               | 0155                   | in Anlehnung an den Kätnerweg                                                                                     | 1950                | | Kätnerstieg                                          |
| Kätnerweg (Lage)             | K013               | 0430                   | nach dem Begriff für einen Dorfbewohner mit geringem Landbesitz                                                   | 1919/20             | | Kätnerweg                                            |
| Kätnerwiese (Lage)           | K014               | 0260                   | in Anlehnung an den Kätnerweg                                                                                     | 1950                | | Kätnerwiese                                          |
| Kehrum (Lage)                | K120               | 0095                   | frei gewählter Name                                                                                               | 1950                | Bei der Straße handelt es sich um eine Sackgasse. | Kehrum                                               |
| Kipps Weg (Lage)             | K178               | 0090 (im Stadtteil)    | nach der vom 17. bis zum 19. Jahrhundert in Sasel ansässigen Bauernfamilie Kipp, die eine Schäferei besaß         | nicht genannt       | südlich von Hausnummer 20 in Wellingsbüttel | Kipps Weg                                            |
| Knabenkrautweg (Lage)        | K284               | 0150                   | nach dem gleichnamigen Orchideengewächs                                                                           | 1952                | Motivgruppe: „Blumen und Kräuter“ | Knabenkrautweg                                       |
| Konrad-Reuter-Straße (Lage)  | K358               | 0950                   | Konrad Reuter (1873–1958), Mitbegründer der Alstertal-Terrain AG                                                  | 1919/20             | | Konrad-Reuter-Straße                                 |
| Krögerkoppel (Lage)          | K438               | 0430                   | nach einer volkstümlichen Bezeichnung                                                                             | 1950                | Besitzer der Koppel war der Saseler Bauer Hermann Kröger. | Krögerkoppel                                         |
| Kunaustraße (Lage)           | K505               | 0495                   | Thomas Kunau (1879–1918), Lehrer in Sasel                                                                         | 1950                | | Kunaustraße                                          |
| Langenbeern (Lage)           | L036               | 0275                   | nach einem Flurnamen                                                                                              | 1949                | Beern ist die frühere Schreibweise für Berne; südliche Straßenhälfte in Farmsen-Berne | Langenbeern                                          |
| Lechweg (Lage)               | L097               | 0320                   | Lech, Nebenfluss der Donau                                                                                        | 1958                | Motivgruppe: „Donau und Nebenflüsse“ | Lechweg                                              |
| Lüttmelland (Lage)           | L299               | 0525                   | nach dem Flurnamen Mellande                                                                                       | 1961                | Mellande meint Mähland als Bezeichnung für eine kleine Wiese; niederdeutsch lütt = klein | Lüttmelland                                          |
| Maienkamp (Lage)             | M016               | 0285                   | in Anlehnung an den früheren Straßennamen Maienweg                                                                | 1950                | Mai oder Maien leitet sich von Meente ab, ein von Dorfbewohnern gemeinsam genutztes Stück Land. | Maienkamp                                            |
| Marmorweg (Lage)             | M061               | 0245                   | nach dem gleichnamigen Gestein                                                                                    | 1965                | Motivgruppe: „Gesteine und Mineralien“, die sich ansonsten aber südlich des Alsterredders in Poppenbüttel befindet. | Marmorweg                                            |
| Meiendorfer Mühlenweg (Lage) | M115               | 1665 (im Stadtteil)    | nach dem Weg der Meiendorfer Bauern zur Alten Mühle in Bergstedt                                                  | 1950                | bis Langenbeern komplett im Stadtteil, zwischen Langenbeern bis Andreasweg nur die östliche bzw. nördliche Straßenhälfte, westliche bzw. östliche Seite in Farmsen-Berne, zwischen Andreasweg und Saselheider Straße komplett dort | Meiendorfer Mühlenweg                                |
| Meinertstraße (Lage)         | M122               | 0305                   | Gustav Meinert (1860–1940), Land- und Gastwirt sowie Gemeindevorsteher und Schiedsmann                            | 1933                | Der Gustavsweg hat denselben Namensgeber. | Meinertstraße                                        |
| Melissenweg (Lage)           | M135               | 0235                   | nach der gleichnamigen Pflanzenart                                                                                | 1962                | Motivgruppe: „Blumen und Kräuter“ | Melissenweg                                          |
| Mellande (Lage)              | M138               | 0615                   | nach einem Flurnamen                                                                                              | 1919/20             | Mellande meint Mähland als Bezeichnung für eine kleine Wiese. | Mellande                                             |
| Mellingburgredder (Lage)     | M141               | 0635                   | nach dem Weg zwischen der Mellingburg und der Alten Mühle in Bergstedt                                            | vor 1940            | | Mellingburgredder                                    |
| Mergelgrund (Lage)           | M155               | 0375                   | nach den dort vorhandenen Mergelkuhlen                                                                            | 1950                | | Mergelgrund                                          |
| Mindelweg (Lage)             | M397               | 0140                   | Mindel, Nebenfluss der Donau                                                                                      | 1982                | Motivgruppe: „Donau und Nebenflüsse“ | Mindelweg                                            |
| Mohnblumenweg (Lage)         | M232               | 0280                   | nach der gleichnamigen Pflanzenart                                                                                | 1952                | Motivgruppe: „Blumen und Kräuter“ | Mohnblumenweg                                        |
| Nabweg (Lage)                | N001               | 0165                   | Naab, Nebenfluss der Donau                                                                                        | 1958                | Motivgruppe: „Donau und Nebenflüsse“ | Nabweg                                               |
| Norder-Ohe (Lage)            | N152               | 0340                   | nach dem Flurnamen In der Ohe                                                                                     | 1950                | | Norder-Ohe                                           |
| Op de Elg (Lage)             | O100               | 1225                   | nach einem Flurnamen                                                                                              | 1919/20             | Elg steht für Elend in der Fremde. | Op de Elg                                            |
| Perlbergweg (Lage)           | P069               | 0730                   | Friedrich Perlberg (1849–1920), Bäckermeister, letzter Besitzer des Perlberghofes                                 | 1919/20             | | Perlbergweg                                          |
| Petunienweg (Lage)           | P086               | 0825                   | nach dem gleichnamigen Nachtschattengewächs                                                                       | 1952                | Motivgruppe: „Blumen und Kräuter“ | Petunienweg                                          |
| Rammhörn (Lage)              | R040               | 0680                   | nach einem Flurnamen                                                                                              | 1949                | | Rammhörn                                             |
| Redder (Lage)                | R071               | 1125                   | nach der Bezeichnung für einen von Knicks gesäumten Feldweg                                                       | 1919/20             | | Redder                                               |
| Rehpfad (Lage)               | R107               | 0670                   | nach dem Wildbestand in einem früher hier gelegenen Wald                                                          | 1950                | | Rehpfad                                              |
| Renettenstieg (Lage)         | R155               | 0070                   | nach der gleichnamigen Apfelsorte                                                                                 | 1953                | | Renettenstieg                                        |
| Renettenweg (Lage)           | R156               | 0360                   | nach der gleichnamigen Apfelsorte                                                                                 | 1953                | | Renettenweg                                          |
| Rißweg (Lage)                | R428               | 0145                   | Riß, Nebenfluss der Donau                                                                                         | 1982                | Motivgruppe: „Donau und Nebenflüsse“ | Rißweg                                               |
| Röbkestraße (Lage)           | R226               | 0505                   | Julius Röbke (1849–1928), Dorfmusiker und Gemeindevorsteher von 1894 bis 1906                                     | 1950                | | Röbkestraße                                          |
| Ruhwinkel (Lage)             | R365               | 0170                   | frei gewählter Name                                                                                               | 1951                | | Ruhwinkel                                            |
| Rüßwisch (Lage)              | R422               | 0185                   | nach einem Flurnamen                                                                                              | 1979                | niederdeutsch Rüsch (Rüß) = Binsen, Wisch = Wiese | Rüßwisch                                             |
| Saselbekstraße (Lage)        | S059               | 1470                   | nach der Lage an der Saselbek                                                                                     | 1950                | | Saselbekstraße                                       |
| Saselbergring (Lage)         | S060               | 0365                   | in Anlehnung an den Saselbergweg                                                                                  | 1965                | | Saselbergring                                        |
| Saselbergweg (Lage)          | S061               | 0360                   | nach einer alten Bezeichnung des Gebietes westlich vom Saseler Mühlenweg                                          | 1934                | | Saselbergweg                                         |
| Saseler Bogen (Lage)         | S295               | 0295                   | nach Lage und Verlauf im Stadtteil                                                                                | 1973                | | Saseler Bogen                                        |
| Saseler Chaussee (Lage)      | S062               | 2320 (im Stadtteil)    | nach der Lage im Stadtteil                                                                                        | 1950                | südlich von Hausnummer 84 in Wellingsbüttel | Saseler Chaussee                                     |
| Saseler Damm (Lage)          | S063               | 0170 (im Stadtteil)    | nach der Lage im Stadtteil                                                                                        | 1930                | westlich der Straße Weidende in Poppenbüttel | Saseler Damm                                         |
| Saseler Kamp (Lage)          | S064               | 1530                   | nach einem ehemals durch die Felder verlaufenden Weg                                                              | 1950                | | Saseler Kamp                                         |
| Saseler Loge (Lage)          | S065               | 0235                   | nach einem Flurnamen                                                                                              | 1950                | Als Loge wird ein sumpfiges Waldgebiet bezeichnet. | Saseler Loge                                         |
| Saseler Markt (Lage)         | S066               | 0210 × 170× 60         | nach Lage und Funktion im Stadtteil                                                                               | 1950                | | Saseler Markt                                        |
| Saseler Mühlenweg (Lage)     | S067               | 1455                   | nach dem Weg zur Bergstedter Mühle                                                                                | 1950                | | Saseler Mühlenweg                                    |
| Saseler Parkweg (Lage)       | S068               | 0300                   | nach der Lage im Stadtteil                                                                                        | 1950                | | Saseler Parkweg                                      |
| Saselhörn (Lage)             | S073               | 0680                   | nach dem Flurnamen In de Horn                                                                                     | 1959                | | Saselhörn                                            |
| Saselkoppel (Lage)           | S074               | 0265                   | nach der dort früher gelegenen Gemeindekoppel                                                                     | 1951                | | Saselkoppel                                          |
| Saseltwiete (Lage)           | S075               | 0205                   | nach der Lage im Stadtteil                                                                                        | 1933                | | Saseltwiete                                          |
| Saselwisch (Lage)            | S076               | 0090                   | nach der Lage im Stadtteil                                                                                        | 1942                | niederdeutsch Wisch = Wiese | Saselwisch                                           |
| Schäfersruh (Lage)           | S097               | 0160                   | Johann Christian Nikolaus Duncker (1848–1932), Schäfer                                                            | 1950                | Duncker hatte in der Straße seinen Alterswohnsitz. | Schäfersruh                                          |
| Schaumkrautweg (Lage)        | S123               | 0180                   | nach dem gleichnamigen Kreuzblütengewächs                                                                         | 1952                | Motivgruppe: „Blumen und Kräuter“ | Schaumkrautweg                                       |
| Schillingkoppel (Lage)       | S165               | 0105                   | nach der vom 17. bis zum 19. Jahrhundert in Sasel ansässigen Bauernvogtfamilie Schilling                          | 1956                | | Schillingkoppel                                      |
| Schönsberg (Lage)            | S268               | 0670                   | nach dem landschaftlichen Charakter                                                                               | 1962                | | Schönsberg                                           |
| Schönsbergredder (Lage)      | S269               | 0720                   | in Anlehnung an die Straße Schönsberg                                                                             | 1962                | | Schönsbergredder                                     |
| Senke (Lage)                 | S406               | 0245                   | nach einer Niederung, durch die der Weg führt                                                                     | 1947                | | Senke                                                |
| Sickerkoppel (Lage)          | S418               | 0225                   | nach der Stelle, an der das Überlaufwasser des Dorfteiches versickerte                                            | 1949                | | Sickerkoppel                                         |
| Siekkamp (Lage)              | S431               | 0255                   | nach einer Flurbezeichnung                                                                                        | 1950                | | Siekkamp                                             |
| Stadelmannweg (Lage)         | S575               | 0195                   | Johannes Stadelmann (1861–1949), Mitbegründer des Siedlungsvereins „Sasel e. V.“                                  | 1955                | | Stadelmannweg                                        |
| Stadtbahnstraße (Lage)       | S579               | 1440 (im Stadtteil)    | als zur S-Bahn in Poppenbüttel führend                                                                            | 1950                | zwischen Poppenbüttler Landstraße und der S-Bahnbrücke komplett in Poppenbüttel, weiter nördlich bis Weidende nur die nördliche Straßenhälfte, südliche Hälfte zwischen der S-Bahn-Brücke und dem Horstweg in Wellingsbüttel; in Sasel liegt die südliche Straßenhälfte zwischen Horstweg und Weidende, sowie komplett der übrige Straßenverlauf bis zum Saseler Markt | Stadtbahnstraße                                      |
| Steinwegel (Lage)            | S657               | 0445                   | nach dem ehemaligen Waldgebiet „Steinwegen“                                                                       | 1919/20             | Wegel ist das Diminutiv von Weg. | Steinwegel                                           |
| Steinwegenskoppel (Lage)     | S658               | 0155                   | nach dem ehemaligen Waldgebiet „Steinwegen“                                                                       | 1950                | In Sasel liegen nur die Grundstücke auf der Nordwestseite, die Südostseite und die komplette Straßenfläche gehören zu Volksdorf. | Steinwegenskoppel                                    |
| Stratenbarg (Lage)           | S732               | 0550                   | nach der alten Dorfstraße, die ein kurzes, aber starkes Gefälle hatte                                             | 1929                | niederdeutsch Stratenbarg = Straßenberg | Stratenbarg                                          |
| Stubbenweg ()                | S757               | 0370                   | nach den Baumstümpfen (Stubben) im Waldgebiet „Steinwegen“                                                        | 1919/20             | | Stubbenweg                                           |
| Süder-Ohe (Lage)             | S783               | 0270                   | nach dem Flurnamen In der Ohe                                                                                     | 1950                | | Süder-Ohe                                            |
| Volksdorfer Weg (Lage)       | V081               | 2570 (im Stadtteil)    | Hamburger Stadtteil Volksdorf                                                                                     | 1947                | südlich von Hausnummer 35 in Wellingsbüttel | Volksdorfer Weg                                      |
| Waldweg (Lage)               | W037               | 1935 (im Stadtteil)    | nach dem ehemaligen Saseler Wald, durch den die Straße führte                                                     | 1948                | südöstlich der Steinwegenskoppel in Volksdorf | Waldweg                                              |
| Wegzoll (Lage)               | W120               | 0575 (im Stadtteil)    | nach einem Wegegeld, das ein früherer Eigentümer zur Benutzung der Straße verlangte, die zu einer Ziegelei führte | 1950                | Abgesehen von den Grundstücken mit den Hausnummern 5 und 5a auf Wellingsbüttler Gebiet, befindet sich die Straße komplett in Sasel, insbesondere die gesamte Straßenfläche. | Wegzoll                                              |
| Weidende (Lage)              | W133               | 0635                   | nach dem Grenzverlauf zwischen Sasel und Poppenbüttel                                                             | 1950                | westliche Straßenhälfte in Poppenbüttel | Weidende                                             |
| Weißdornweg (Lage)           | W152               | 0255                   | nach den ehemals dort befindlichen Weißdornknicks                                                                 | 1947                | | Weißdornweg                                          |
| Wickenweg (Lage)             | W222               | 0445                   | nach der gleichnamigen Pflanzengattung                                                                            | 1952                | Motivgruppe: „Blumen und Kräuter“ | Wickenweg                                            |
| Wiesenkehre (Lage)           | W442               | 0155                   | in Anlehnung an den Wiesenweg                                                                                     | 1973                | | Wiesenkehre                                          |
| Wiesenweg (Lage)             | W248               | 0780                   | nach dem ursprünglichen Landschaftscharakter                                                                      | 1950                | | Wiesenweg                                            |
| Wildehovetweg (Lage)         | W259               | 0075                   | Carsten Wildehovet, Bauer in Sasel im 16. Jahrhundert                                                             | 1950                | Wildehovet bedeutet Wildkopf; vor 1950: Roggenkamp | Wildehovetweg                                        |
| Wischhofstieg (Lage)         | W327               | 0175                   | nach dem gleichnamigen, früher dort gelegenen Hof                                                                 | 1951                | | Wischhofstieg                                        |
| Wittreem (Lage)              | W353               | 0190                   | nach einer Flurbezeichnung                                                                                        | 1946                | niederdeutsch Wittreem = weißer Streifen; östliche Straßenhälfte in Farmsen-Berne | Wittreem                                             |
| Wittreemkoppel (Lage)        | W354               | 0190                   | in Anlehnung an die Straße Wittreem                                                                               | 1950                | | Wittreemkoppel                                       |
| Wölckenstraße (Lage)         | W358               | 0745                   | Peter Wölcken, Bauer in Sasel im 17. Jahrhundert                                                                  | 1950                | vor 1950: Pfeilshoferweg | Wölckenstraße (links angeschnitten die Lukas-Kirche) |
| Zinnkrautweg (Lage)          | Z033               | 0280                   | nach einem anderen Begriff für den Acker-Schachtelhalm                                                            | 1962                | Motivgruppe: „Blumen und Kräuter“ | Zinnkrautweg                                         |